# یارلوت ماوه
یارلوت ماوه (به لاتین: Jarluty Małe) یک روستا در لهستان است که در گمینا رگیمین واقع شده‌است.